# 募集
| ウィキペディアには「募集」という見出しの百科事典記事はありません（タイトルに「募集」を含むページの一覧/「募集」で始まるページの一覧）。 代わりにウィクショナリーのページ「募集」が役に立つかもしれません。 |